# Жана (кратер)
Кратер Жана је ударни метеорски кратер на површини планете Венере. Налази се на координатама 40,1° северно и 28,5° западно (планетоцентрични координатни систем +Е 0-360) и са пречником од 19,4 км међу мањим је кратерима на овој планети.
Кратер је име добио према француском женском имену Жана (фр. Jeanne), а име кратера је 1985. усвојила Међународна астрономска унија.
Кратер Жана је специфичан по томе што се избачени материјал око њега нагомилао у виду троугла (у већини случајева је прстенастог облика) готово једнаких страница, што упућује на закључак да је ударни објекат дошао из правца југозапада. Кратер је са две стране окружен радарски изразито тамним подручјима. Југозападно тамно подручје покривено је глатким лавичним изливима, док је подручје на североистоку знатно тамније и вероватно је прекривено ситно-зрнастим седиментима. Северозападно од кратера примећује се неколико линија у виду токова који су вероватно настале или таложењем ситног избаченог материјала пренесеног атмосферским струјањима или су њима отекле знатније количине истопљеног материјала насталог као последица удара.